# Nives De Grassi
Nives De Grassi (Trieste, 31 marzo 1913 – 1986) è stata una velocista italiana.

## Biografia
Nel 1930 è fu campionessa italiana della staffetta 4×100 metri, risultato che ottenne anche nel 1931 insieme ai titoli nazionali nella staffetta 4×75 metri e nei 200 metri piani.
Nel 1932 fu nuovamente campionessa italiana delle staffette 4×75 e 4×100 metri, mentre conquistò la medaglia d'argento nei 100 e 200 metri piani e quella di bronzo nei 60 metri piani. Nel 1933 conquistò il suo ultimo titolo italiano nella staffetta 4×100 metri, mentre si classificò seconda nei 200 metri piani e terza nei 60 metri piani e nel getto del peso.

## Campionati nazionali
- 1 volta campionessa italiana assoluta dei 200 metri piani (1931)
- 2 volte campionessa italiana assoluta della staffetta 4×75 metri (1931, 1932)
- 4 volte campionessa italiana assoluta della staffetta 4×100 metri (1930, 1931, 1932, 1933)

1930
- Oro ai campionati italiani assoluti, staffetta 4×100 m - 53"3/5 (con Maria Bravin, Maria Coselli, Ernestina Steiner)

1931
- Argento ai campionati italiani assoluti, 100 m - 14"0
- Oro ai campionati italiani assoluti, 200 m - 29"0
- Oro ai campionati italiani assoluti, staffetta 4×75 m - 40"2/5 (con Maria Bravin, Ebe Fragiacomo, Ernestina Steiner)
- Oro ai campionati italiani assoluti, staffetta 4×100 m - 53"2/5 (con Maria Coselli, Maria Bravin, Ernestina Steiner)

1932
- Bronzo ai campionati italiani assoluti, 60 m - 8"2/5
- Argento ai campionati italiani assoluti, 100 m - 13"4/5
- Argento ai campionati italiani assoluti, 200 m - 25"4/5
- Oro ai campionati italiani assoluti, staffetta 4×75 m - 40"1/5 (con Maria Bravin, Maria Coselli, Ada Novak)
- Oro ai campionati italiani assoluti, staffetta 4×100 m - 54"2/5 (con Ada Novak, Maria Coselli, Maria Bravin)

1933
- Bronzo ai campionati italiani assoluti, 60 m - s/t
- Argento ai campionati italiani assoluti, 200 m - s/t
- Oro ai campionati italiani assoluti, staffetta 4×100 m - 55"0 (con Pina Cipriotto, Maria Coselli, Maria Bravin)
- Bronzo ai campionati italiani assoluti, getto del peso - 8,37 m